# ضدهوایی خودکششی

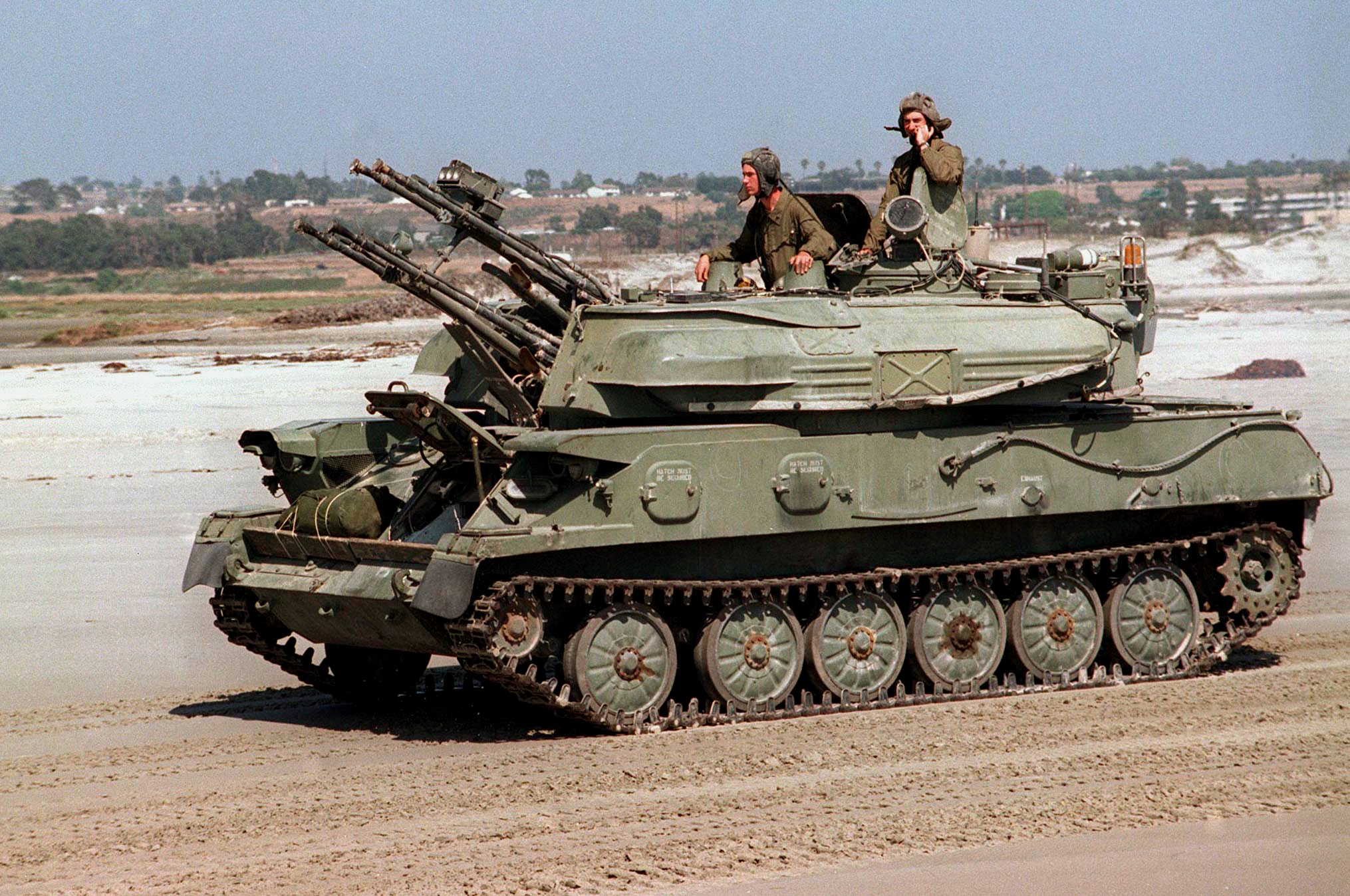
ضدهوایی خودکششی شیلکا ساخت شوروی

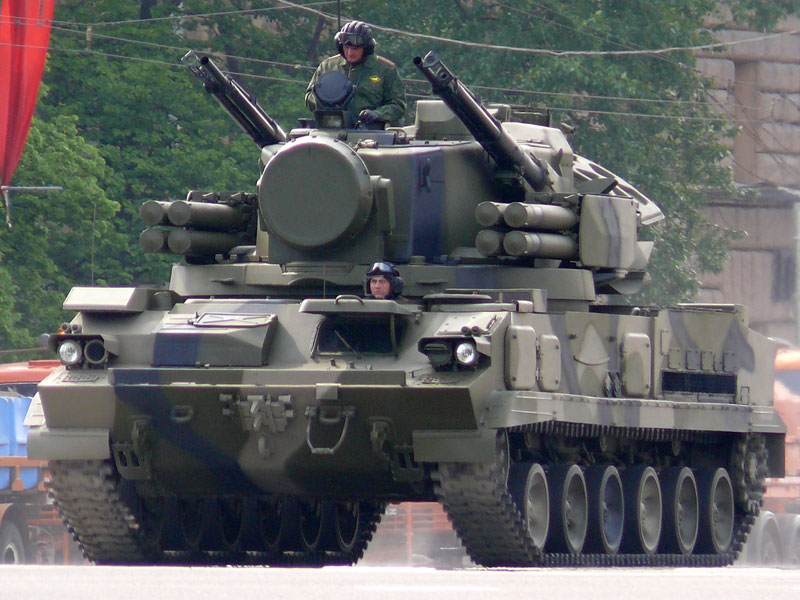
تونگوسکا از از نمونه‌های مدرن ضدهوایی خودکششی با ترکیبی از موشک و توپ مسلسل

ضدهوایی خودکششی خودرویی است که برای پدافند هوایی از آن استفاده می‌شود. سیستم‌های تسلیحاتی این خودروها ممکن است مسلسل، توپ مسلسل، توپ لیزری یا موشک زمین‌به‌هوا باشد و حتی برخی از آنها به ترکیبی از توپ مسلسل و موشک‌های دوربرد مسلح هستند.
توپ‌های ضدهوایی معمولاً در یک برجک با قابلیت چرخش سریع و فراروی بالا نصب می‌شوند تا بتوانند هواگردهای پرسرعت را ردگیری کنند. آن‌ها معمولاً دو یا چهار لوله دارند تا نواخت آتش بالاتری داشته باشند.